# Плисецкий, Михаил Эммануилович
Михаил Эммануилович (Менделевич) Плисецкий (1899, Гомель, Могилёвская губерния — 8 января 1938, Москва) — советский хозяйственный деятель, дипломат. Отец балерины Майи Плисецкой и балетмейстеров Александра и Азария Плисецких.

## Биография
Родился в Гомеле, в еврейской семье Менделя Мееровича Плисецкого (1869—1930) и Симы Израилевны Плисецкой (урождённой Марковской, 1868—1939).
С 1918 года в составе кавалерийской бригады участвовал в Гражданской войне на стороне красных, в следующем году вступил в РКП(б); затем учился в Экономическом институте.
Занимался производством первых советских фильмов на киностудиях «Бухкино» и «Звезда Востока». Женился на звезде немого кино Ра Мессерер, в браке появились на свет трое детей: Майя (1925), Александр (1931) и Азарий (1937).
Работал во ВЦИК, народных комиссариатах иностранных дел и внешней торговли. С 1932 года — руководитель советской угольной концессии на острове Шпицберген (трест «Арктикуголь»). Одновременно был на этом норвежском острове генеральным консулом СССР. По возвращении в Москву в конце 1936 года возглавил «Арктикуголь».
Был арестован 30 апреля 1937 года по обвинению в шпионаже, расстрелян 8 января 1938 года. По мнению дочери, поводом к аресту послужила встреча в 1934 году с проживавшим в США старшим братом. Азарий Мессерер утверждает, что арест был связан с тем, что Плисецкий принял на работу в «Арктикуголь» бывшего секретаря Григория Зиновьева Ричарда Пикеля. Реабилитирован 3 марта 1956 года.

## Семья
- Жена — Рахиль Михайловна Мессерер-Плисецкая (1902—1993).
  - Дети — балетмейстер Александр Плисецкий (1931—1985), балерина Майя Плисецкая (1925—2015) и хореограф Азарий Плисецкий (род. 1937).
- Братья — Израиль Менделевич Плисецкий (после переезда в США в 1912 году — Лестер Плезент, 1895—1955) и Владимир Менделевич Плисецкий (выпускник ВГИКа, артист, каскадёр, участник Великой Отечественной войны в составе десантной части; по одной версии, убит немцами во время десантирования 31 декабря 1941 года[8], по свидетельству К. Грищинского — был убит 15 декабря 1941 года при выходе группы разведчиков на лыжах во вражеский тыл[9])
- Сёстры — Елизавета (в замужестве Езерская) (1896—1963) и Мария (в замужестве Левицкая) (1902—1988).